# 亞比安汽车
亞比安汽車（英語：Albion Motors）是一家來自英國蘇格蘭格拉斯哥已結業的商用汽車生產商。
亞比安成立於1899年，一直生產汽車及巴士或貨車等商用車。其產品甚至遠銷當時英聯邦國家及英國殖民地如香港，客戶包括香港的九龍巴士。後來亞比安於1951年被利蘭收購，但公司持續以亞比安品牌生產汽車及巴士直至1972年。此後廠房依然繼續生產，但產品改掛上英國利蘭名義交付，直至1980年廠房被徹底關閉為止。 亞比安當時的生產廠房位於格拉斯哥的Scotstoun區。
1980年代，亞比安巴士及貨車最終被停產，改為專門生產汽車組件，公司名稱亦變更成為Leyland（Glasgow）。1987年，Leyland Trucks 及 DAF 合併為 Leyland-DAF，Leyland（Glasgow）被劃入成為其子公司。1993年Leyland-DAF出現財政問題，原來的 Leyland（Glasgow）被管理層收購，並再度易名為 Albion Automotive。最終於1998年，亞比安被總部設於美國底特律的American Axle & Manufacturing收購。

## 部份產品

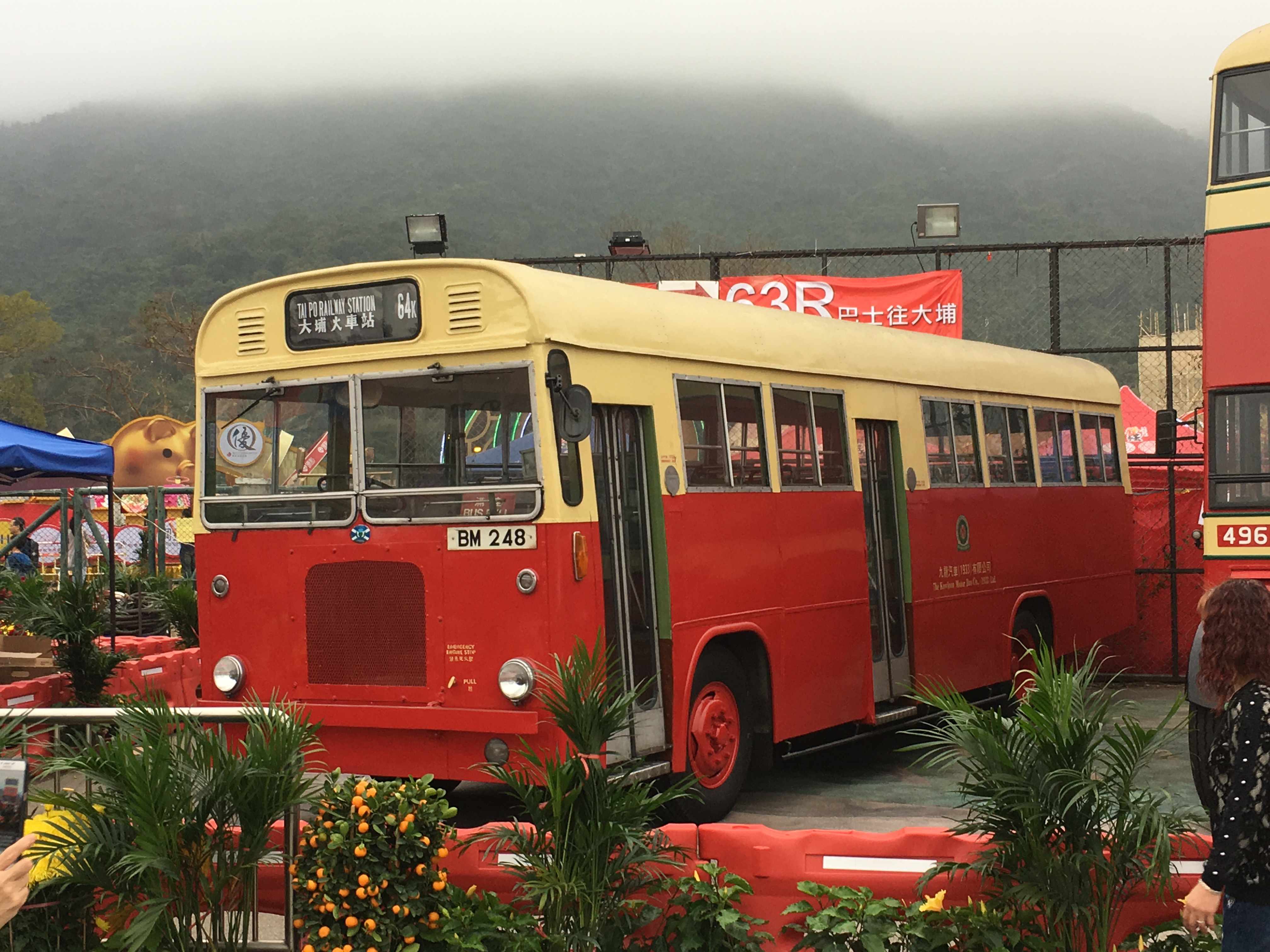
被香港九龍巴士保存的亞比安維京（Albion Viking），攝於2019年2月。

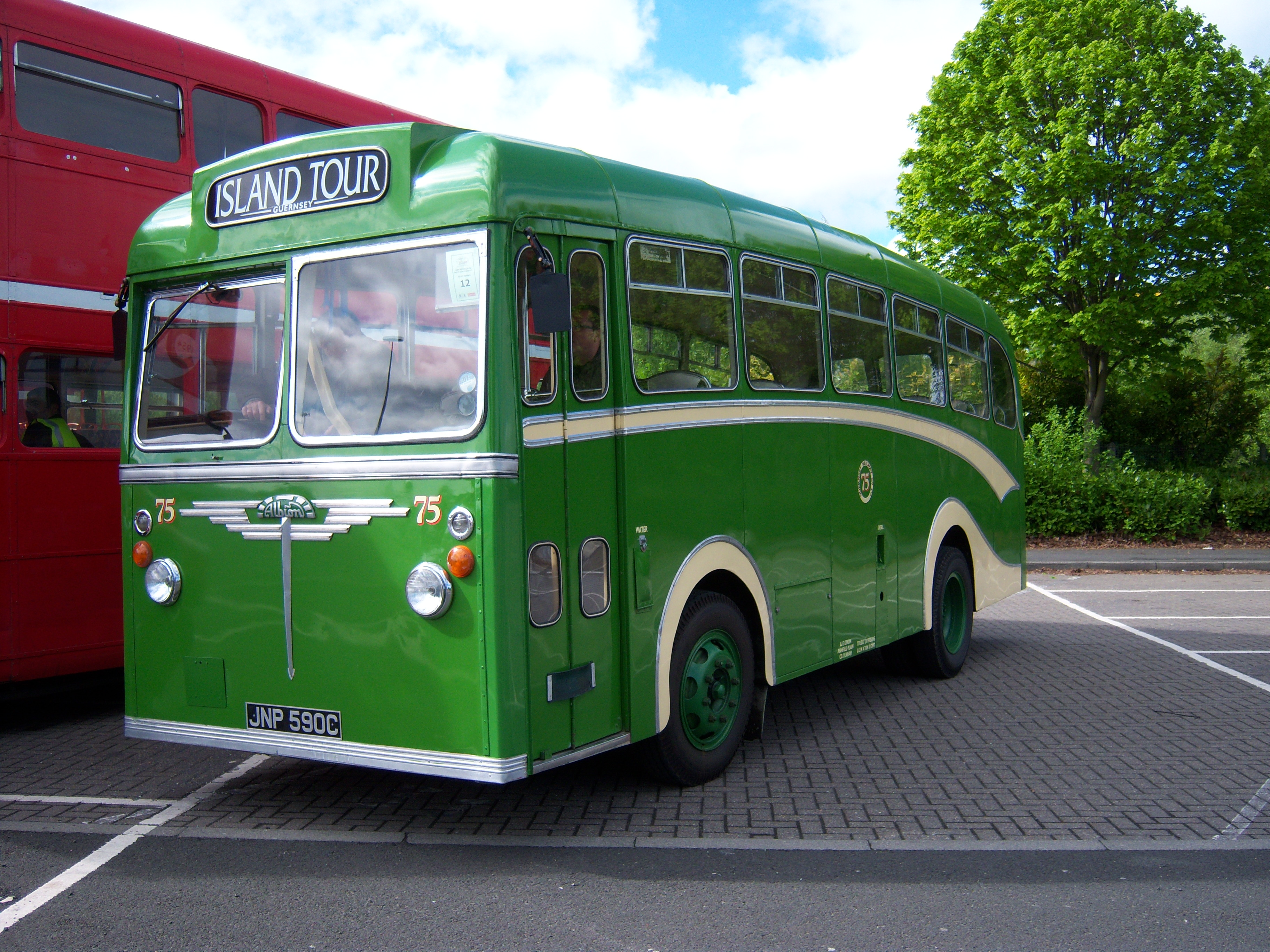
亞比安 Nimbus

- 亞比安 Chieftain
- 亞比安Victor VT系列巴士
- 亞比安Viking EVK系列巴士

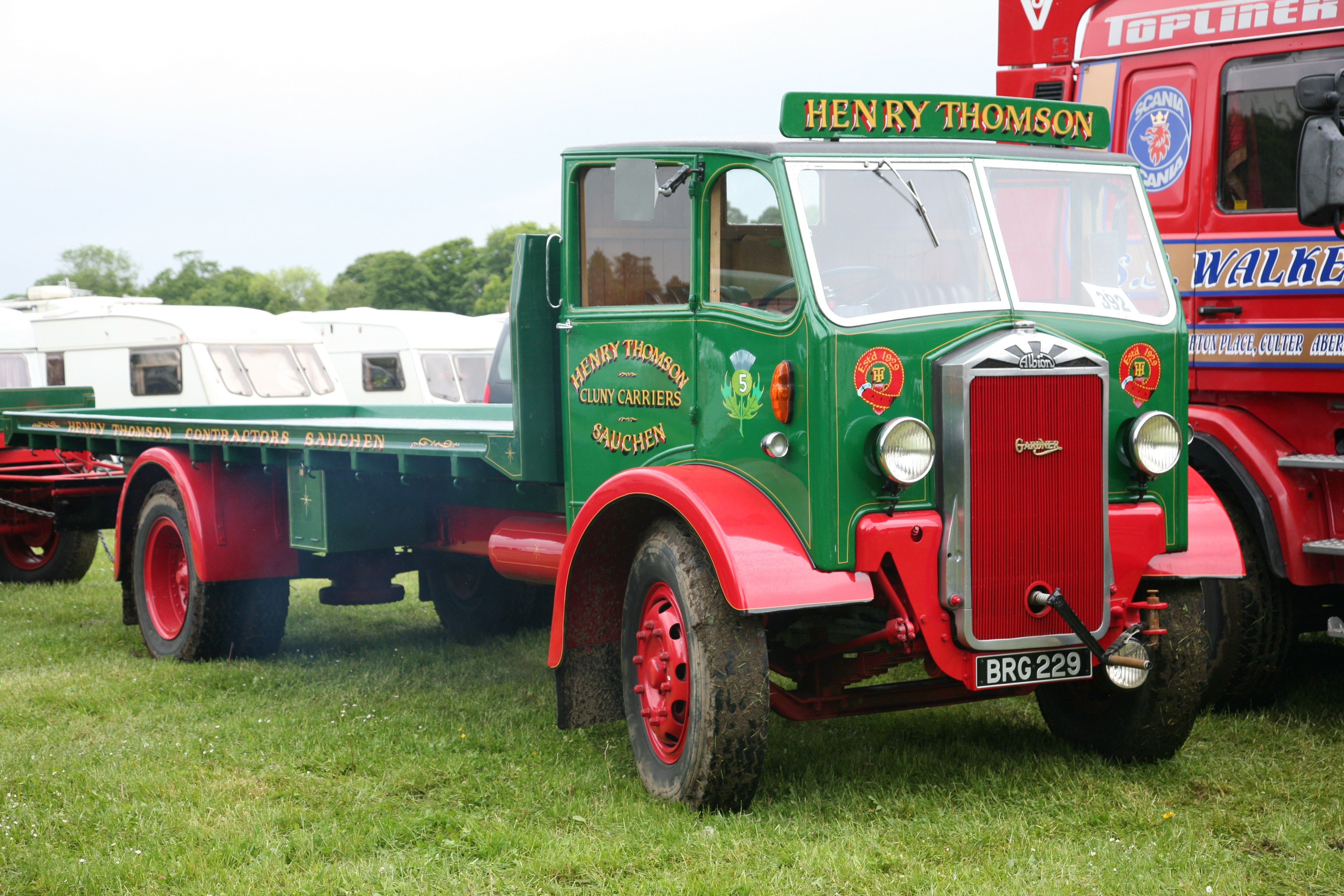
亞比安 CX3 貨車
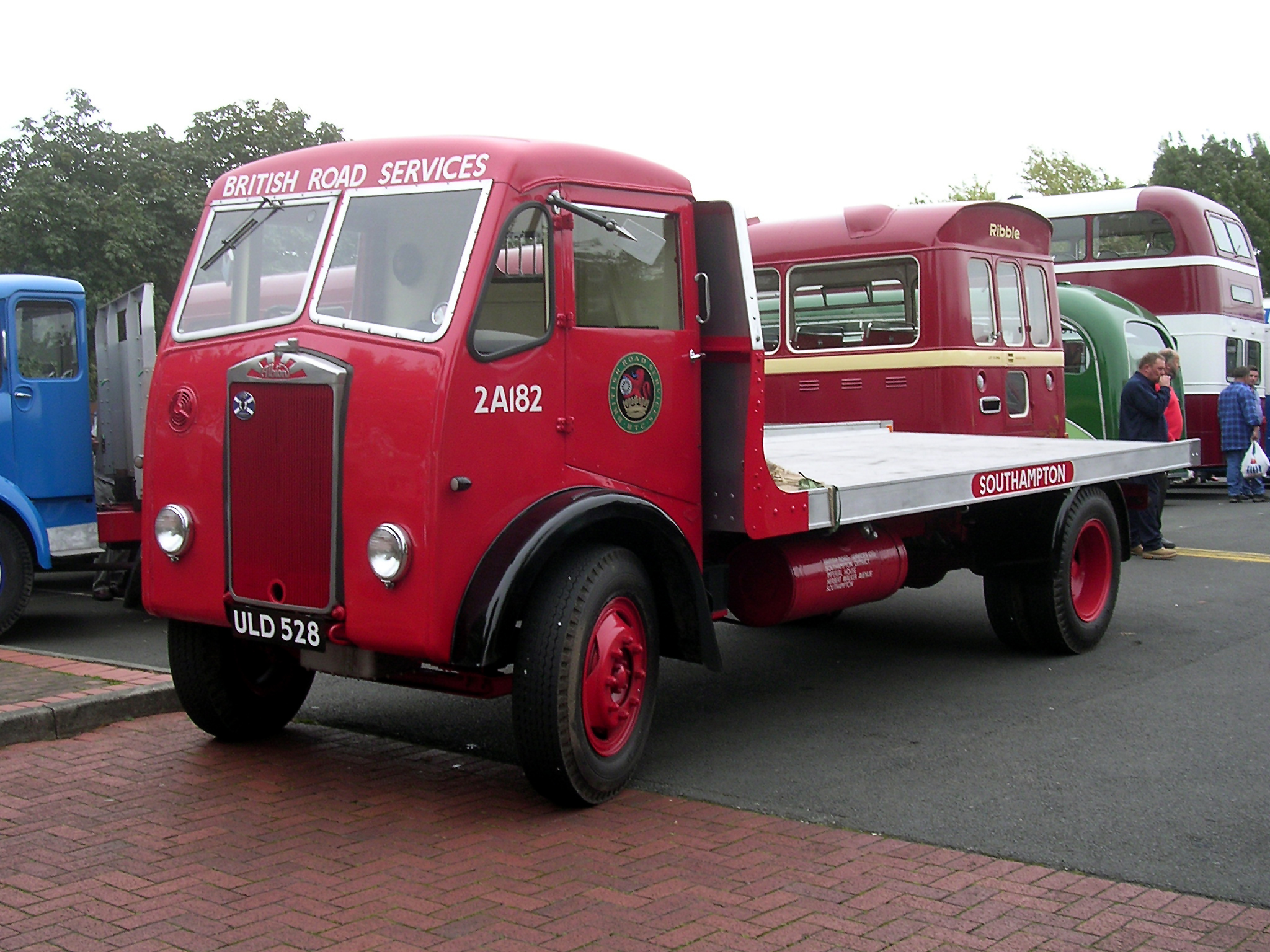
亞比安 Chieftain（貨車車身）
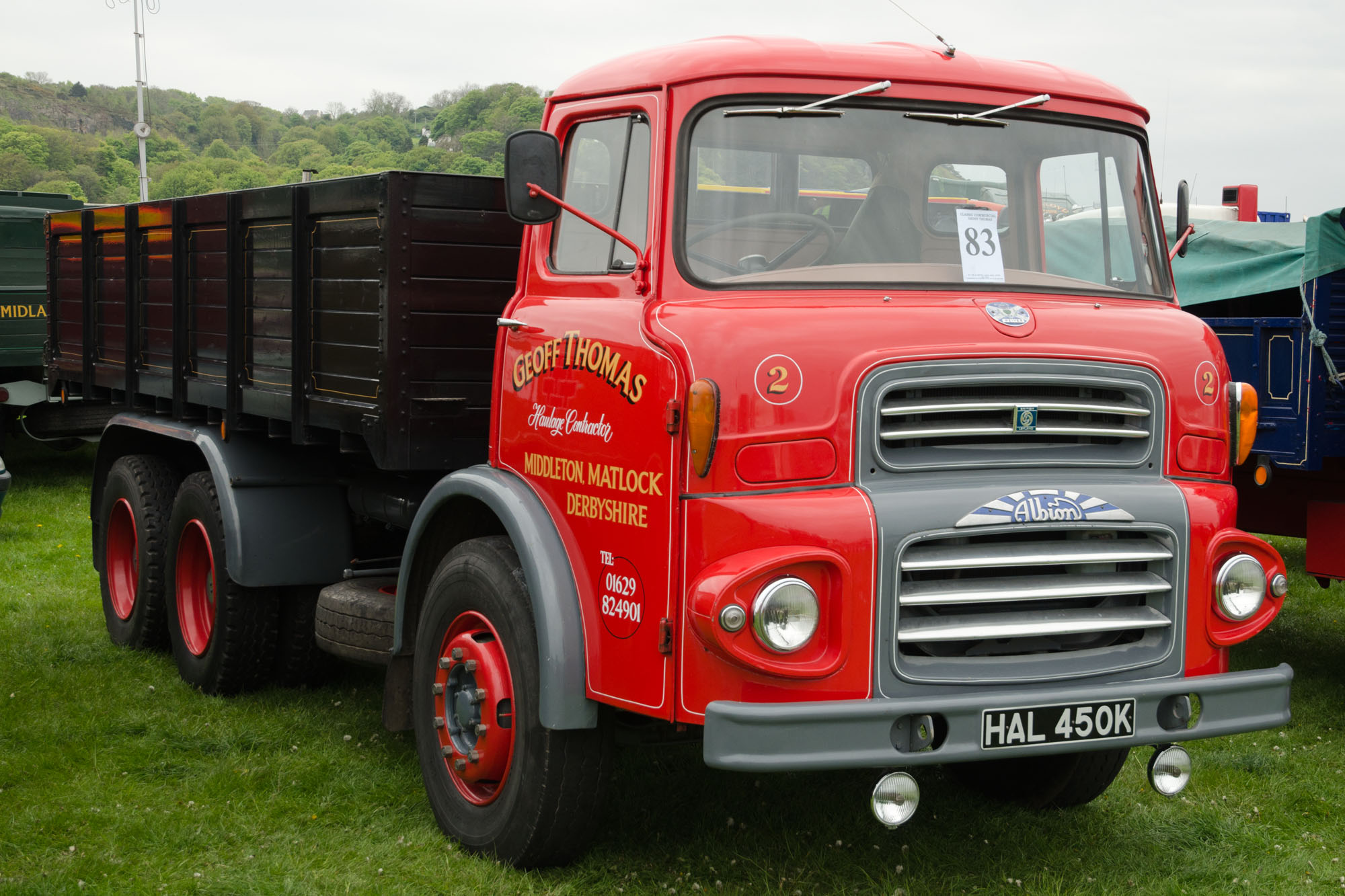
亞比安 Reiver

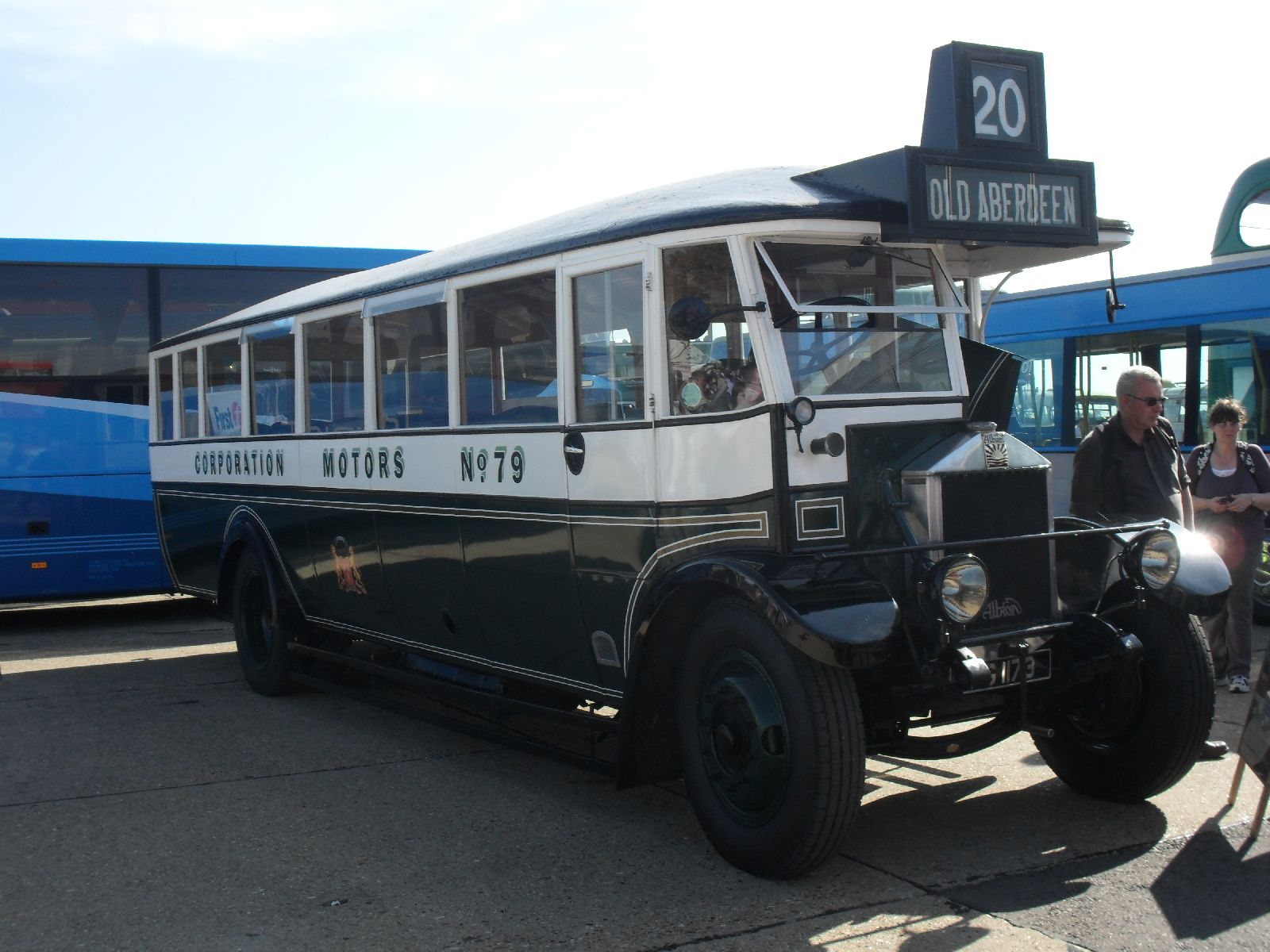
亞比安 PMA 28 （1930）
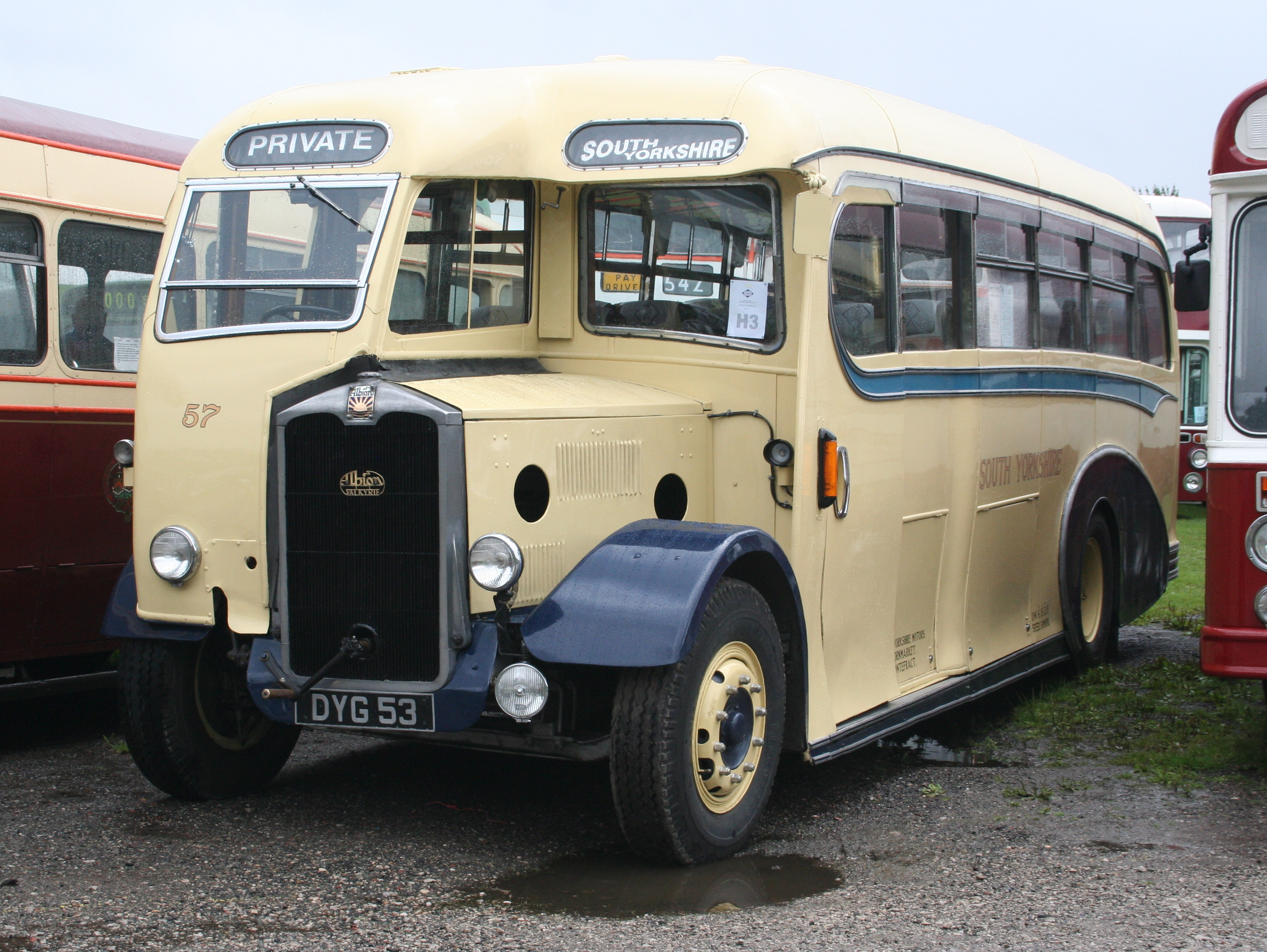
亞比安 Valiant （1940）
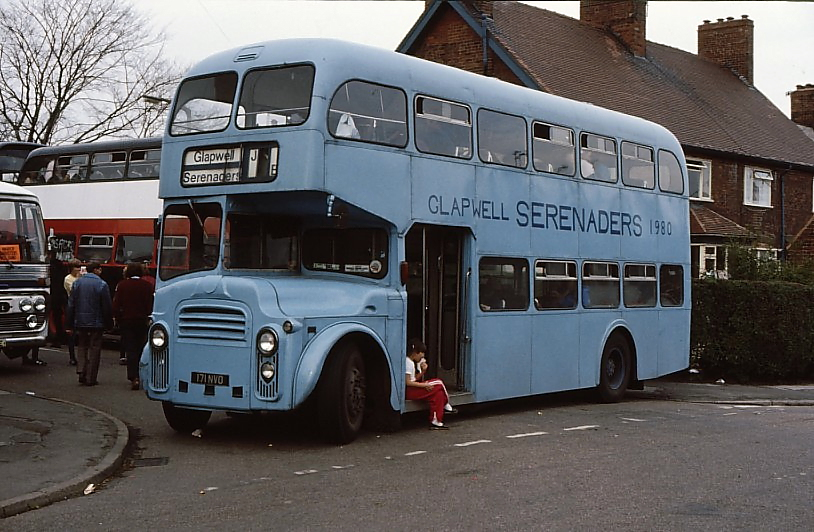
亞比安 Lowlander